# Сяо Фенсянь
Сяо Фенсянь (1900, Хенань — 1954, Шеньян) — китайська куртизанка. Здобула популярність у зв'язку з історією, пов'язаною з генералом-революціонером Цай Е, якому нібито допомогла врятуватися від узурпатора Юань Шикая і тим самим сприяла перемозі повстання на захист республіки. Чутки про кохання повії та генерала набули широкого поширення ще до втечі Цай Е, проте після смерті генерала та перемоги революції вони переросли у стійкий міф, який успішно проіснував аж до початку XXI століття. Сучасні історики дотримуються думки, що попри те, що Цай Е дійсно часто відвідував Сяо Фенсянь, вони не перебували у любовних стосунках, а історія про порятунок генерала куртизанкою є міфом.

## Біографія
Чжу Сяофен (кит.: 朱筱凤) народилася у провінції Хенань 1899 або 1900 року. Її батько, який мав прізвище Чжу, обіймав посаду переписувача. Оскільки мати Фенсянь була не офіційною дружиною, а лише наложницею, то вони обидві зазнавали принижень і знущань з боку старшої дружини батька. Незабаром мати залишила родину Чжу та забрала з собою Фенсянь. Через деякий час годувальниця померла і Сянфень була удочерена пані Чжан із провінції Цзянсі, яка працювала у будинку Цзеньюня — генерал-губернатора провінції Чжецзян. З того часу Фенсянь носила прізвище Чжан, прізвище прийомної матері.
Після початку Синьхайської революції та проголошення незалежності у Ханчжоу у 1911 році сім'я Чжан втекла у Шанхай, а ще через деякий час — у Пекін. Саме в Пекіні Сяньфень була продана у будинок розпусти та почала займатися проституцією.

Як зазначав дослідник Цзен Еїн, всупереч утвердженій в історіографії думці, яка традиційно іменувала Сяо Фенсянь «відомою куртизанкою» (名妓) і приписувала їй високу культуру та інші чесноти, дівчина мала вкрай посередню освіту (писала нескладно та з грубими помилками) та не відрізнялась особливою красою. Сучасник так описував куртизанку:
|  | 面作瓜子形, 色纯白, 体态轻盈, 远望若仙子, 惜上颚左右有二牙外露, 开口颇损美观。 (кит.) |  | Біле обличчя формою, як насінина; рухи витончені; здалеку схожа на фею, прикро лише, що два випираючі верхні зуби повністю руйнують всю миловидність, варто їй лише почати говорити. |  |
|  |                                                                                       |  | |  |

З цієї чи якоїсь іншої причини сучасники не залишили згадок про Сяо Фенсянь як про якусь відому персону. Всі згадки про неї з'явилися вже після смерті Цай Е, якому куртизанка, як говорила народна поголоска, допомогла втекти з Пекіна у Юньнань. Цю версію розділяли не тільки публіцисти, режисери вистав і фільмів, а й відомі історики, як, наприклад, Чень Сюлу, який писав, що Цай Е у компанії Сяо Фэнсянь, зображуючи з себе велелюбного відвідувача будинку втіх під покровом ночі вислизнув з-під спостереження охорони, залишив Пекін і вирушив на південь, щоб організувати повстання проти узурпатора Юань Шикая. Цзен Еїн, проаналізувавши всю сукупність наявних джерел, дійшов висновку, що Цай Е під час перебування у Пекіні мав повну довіру та прихильність Юань Шикая, оскільки до цього вимушено підтримав плани останнього на відновлення монархії. У жовтні та листопаді генерал кілька разів без будь-яких перешкод переміщався між Пекіном і Тяньцзіном, при цьому активно підтримував зв'язки з республіканцями та противниками Юаня. За припущенням Цзен Єїна, коли поліція Юаня 14 жовтня провела обшук у будинку Цай Е, той здогадався про можливі підозри щодо себе і, щоб відвести підозри, намагався надати собі образ гульвіси та гуляки, відвідуючи співачку Сяо Фенсянь. Коли 11 листопада Цай вкотре залишив Пекін і вирушив до Тяньцзіна, ця подія не могла розглядатися ніким як «втеча» та не могла викликати жодних підозр. Лише тоді, коли 18 листопада генерал піднявся на борт корабля, що прямував з Тяньцзіна до Куньміна, Юань Шикай усвідомив, що Цай Е задумує недобре, і видав постанову про його затримання. Таким чином, Фенсянь не тільки не планувала втечу Цая, вона навряд чи навіть розбиралася у хитросплетіннях політичного життя революційного Китаю й не усвідомлювала політичну значущість свого відвідувача.
Усвідомлення подій, які відбувалися, прийшло до дівчини пізніше. Після смерті Цай Е та перемоги революції Сяо Фенсянь усвідомила історичну роль свого генерала-коханця та від скромного замовчування їх короткочасного зв'язку перейшла до активної підтримки легенди про романтичне кохання. Коли у грудні 1916 року у Пекіні проводилася траурна церемонія по померлому Цай Е, увагу репортерів відразу кількох столичних видань привернула постать Сяо Фенсянь, яка гірко оплакувала невчасну смерть генерала. Новина про це є останньою згадкою про Сяо Фенсянь у пекінській пресі.
Після перемоги комуністів у громадянській війні та проголошення КНР пантеон революціонерів часів ери мілітаристів не зазнав змін, і Сяо Фенсянь як «революційна співачка» продовжувала шануватися як історичний персонаж, який вплинув на хід історії Китаю. Про її подальшу біографію збереглися вкрай мізерні відомості. Відомо, що у 1930-х роках вона вийшла заміж за командира дивізії, на прізвище Лян, і переїхала разом з ним до Теліна (провінція Ляонін). Після смерті Ляна у 1940 році Сяо Фенсянь деякий час жила разом з Ван Шанші, який через деякий час втік разом з грошима. Після перемоги комуністів Фенсянь перебралася у Шеньян, де познайомилася зі своїм майбутнім чоловіком, котельником Лі Чженьхаєм (李振海). Тоді ж вона змінила ім'я на Чжан Сіфей (张洗非). До смерті ніхто з близьких (Фенсянь виховувала трьох нерідних дітей) не знав її справжню історію.

## У кінофільмах
| Рік  | Російська назва  | Китайська назва | У ролі Сяо Фенсянь |
| ---- | ---------------- | --------------- | ------------------ |
| 1932 | Квітка свободи   | 自由之花        | Ху Де              |
| 1953 | Сяо Фенсянь      | 小凤仙          | Лі Ліхуа           |
| 1974 | П'ять героїв     | 五大汉          | Лі Хехе            |
| 1980 | Дорогий друг     | 知音            | Чжан Юй            |
| 2011 | Створення партії | 建党伟业        | Анджелабейбі       |